# Philipp Stehler
Philipp Stehler (* 6. Juni 1988 in Wriezen, DDR) ist ein deutscher Schauspieler und Reality-TV-Darsteller.

## Leben
Philipp Stehler wuchs in Berlin auf. Nach der Schule jobbte er in einer Kfz-Werkstatt. Nach dem Abitur arbeitete er für sieben Jahre als Polizist.
2014 war Stehler in der täglichen RTL-Serie Berlin Models im TV zu sehen.  Bekanntheit erhielt er durch seine Teilnahme an der dritten Staffel von Die Bachelorette, wo er 2015 den dritten Platz erreichte. 
Im Jahr 2016 stand Stehler in einer Gastrolle für die RTL-Serie Gute Zeiten, schlechte Zeiten vor der Kamera. 2018 war er Kandidat im Bachelor-Spin-off Bachelor in Paradise. Im selben Jahr nahm er im Rahmen des RTL Spendenmarathons an der Promi-Ausgabe von Ninja Warrior Germany – Die stärkste Show Deutschlands teil.
Von 2020 bis 2022 stand Stehler in der Sat.1-Scripted-Reality-Serie K11 – Die neuen Fälle als Polizist vor der Kamera.

## Fernsehsendungen
- 2014: Berlin Models (RTL)
- 2015: Die Bachelorette (RTL)
- 2016: GZSZ (RTL)
- 2018: Bachelor in Paradise (RTL)
- 2018: Ninja Warriors (RTL)
- 2020–2022: K11 – Kommissare im Einsatz (Sat.1)
- 2024: Wo die Liebe hinfällt (VOX)